# Svenska mästerskapet i handboll för herrar 1948/1949
Svenska mästerskapet i handboll för herrar 1948/1949 var den 18:e upplagan av svenska mästerskapet i handboll på herrsidan inomhus. Finalen vanns av IFK Lidingö, som därmed blev svenska mästare i handboll inomhus för första gången.

## Omgång 1
23 november till 2 december 1948 (Kvaliferande omgång, geografisk lottning)
- Norrköpings AIS – IFK Lidingö 9-13
- Näsby IF – IFK Karlskrona 9-8
- Skövde AIK – Jönköpings BK 13-5
- Sollefteå GIF – IFK Östersund 15-7
- Sandvikens IF – Kubikenborg 35-2
- Upsala Studenters IF – Norslunds IF 24-9
- IFK Kristianstad – IFK Hässleholm  13-9
- F 11 Nyköping – Västerås HF 20-19
- AIK – Västerås IK 8-6
- Örebro SK – IF Hellton 21-8
- Umeå IK – Luleå SK 10-4
- Visby IF – SoIK Hellas 14-21
- GF Kroppskultur – Majornas IK 10-24
- HK Drott – IK Heim 15-14
- IFK Malmö – Ystads IF 9-11
- Redbergslids IK – Göteborgs BIS 12-8

## Omgång 2
19 december 1948 (Fri lottning)
- IFK Lidingö – Näsby IF 17-11
- Skövde AIK – Sollefteå GIF 17-8
- Sandvikens IF – Upsala Studenters IF 14-8
- IFK Kristianstad – IF 11 Nyköping 12-10
- AIK – Örebro SK 13-8
- Umeå IK – SoIK Hellas 6-7
- Majornas IK – HK Drott 14-8
- Ystads IF – Redbergslids IK 9-8

## Kvartsfinaler
9 januari 1949
- IFK Lidingö – Skövde AIK 14-8
- Sandvikens IF – IFK Kristianstad 14-17
- AIK – SoIK Hellas 8-15
- Majornas IK – Ystads IF 17-11

## Semifinaler
19 mars 1949 i Stockholm
- IFK Lidingö – IFK Kristianstad 9-6
- SoIK Hellas – Majornas IK 11-9

## Match om tredje pris
20 mars 1949 i Stockholm
- Majornas IK – IFK Kristianstad 14-10

## Final
20 mars 1949 i Stockholm
- IFK Lidingö – SoIK Hellas 7-4

Svenska mästare:  Arne Lindecrantz, Erik Ek, Lars Eriksson. Bengt Arenander, Roland Hagen, Lars-Eric Johansson, Lennart Hedberg, Claes Kåhre, Harry Larnefeldt, Axel Eriksson.